# Slumpens hjälte
Slumpens hjälte (eng: Accidental Hero/Hero) är en amerikansk dramakomedifilm från 1992 i regi av Stephen Frears. I huvudrollerna ses Dustin Hoffman, Geena Davis, Andy García, Joan Cusack och Chevy Chase (ej krediterad).
Filmen är inspirerad av Ja, må han leva! (1944), en film med ett liknande tema av Preston Sturges. Många filmkritiker hänvisade till de uppenbara likheterna mellan Slumpens hjälte och Sturges screwballkomedier. Den klassiska Frank Capra-filmen Vi behöver varann (1941) angavs också som en modell för Laura Ziskin, som både producerat och skrivit filmens manus.

## Rollista (i urval)
- Dustin Hoffman - Bernie LaPlante
- Geena Davis - Gale Gayley
- Andy Garcia - John Bubber
- Joan Cusack - Evelyn
- Kevin J. O'Connor - Chucky
- Maury Chaykin - Winston
- Stephen Tobolowsky - James Wallace
- Christian Clemenson - Conklin
- Daniel Baldwin - brandman Denton (krediterad som Daniel Leroy Baldwin)
- Clea Lewis - Sylvia
- Tom Arnold - Chick
- Cady Huffman - flygvärdinnan Leslie Sugar
- James Madio - Joey
- Martin Starr - Allen i koma
- William Newman - miljonären
- Chevy Chase - Deke, nyhetschef på Channel 4 (ej krediterad)